# Nancy Grace Roman Space Telescope
Das Nancy-Grace-Roman-Weltraumteleskop (kurz NGRST, ehemals Wide Field Infrared Survey Telescope (WFIRST)) ist ein in Entwicklung befindliches Infrarot-Weltraumteleskop der NASA, das nach derzeitiger Planung im Mai 2027 gestartet werden soll.
Alle zehn Jahre gibt das Decadal-Survey-Komitee der National Academies of Sciences, Engineering, and Medicine die obersten Prioritäten in Forschung und Wissenschaft für das nächste Jahrzehnt heraus. Im Jahr 2010 wurde darin ein solches Teleskop als oberste Priorität in der astronomischen Forschung für das nächste Jahrzehnt empfohlen. Nach verschiedenen Studien wurde es im Februar 2016 zu einem offiziellen Projekt und die Entwicklung begann. Im Mai 2020 benannte die NASA es nach ihrer ehemaligen Chefastronomin Nancy Grace Roman.

## Wissenschaftliche Ziele
Mit Stand 2015 sollte ein großer Teil der primären Mission darauf ausgerichtet sein, die Expansionsgeschichte des Universums beziehungsweise von kosmischen Strukturen mit mehreren Methoden in sich überschneidenden Rotverschiebungsbereichen zu untersuchen, mit dem Ziel, die Auswirkungen der Dunklen Energie, die Konsistenz der allgemeinen Relativitätstheorie und die Krümmung der Raumzeit genau zu messen.

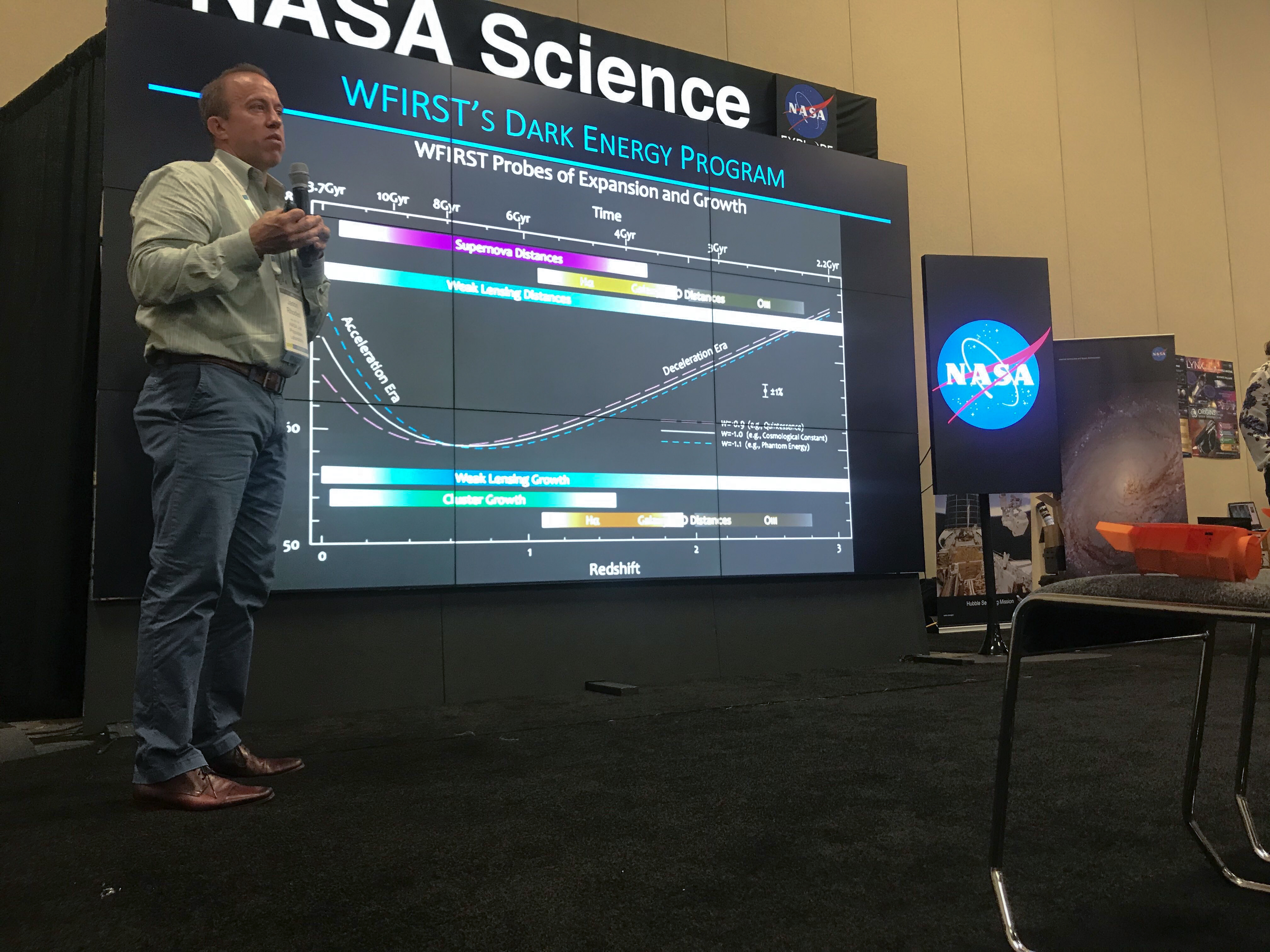
Eine Präsentation des Roman-Teleskops von Jason Rhodes auf der Konferenz der American Astronomical Society 2020

Die wissenschaftlichen Ziele der Roman-Mission sind darauf ausgerichtet, aktuelle Fragen in der Kosmologie und Exoplanetenforschung anzugehen, darunter:
- Beantwortung grundlegender Fragen zur dunklen Energie, ergänzend zur EUCLID-Mission der ESA, u. a.: Wird die kosmische Beschleunigung durch eine neue Energiekomponente oder durch das Versagen der Allgemeinen Relativitätstheorie auf kosmologischen Skalen verursacht? Wenn die Ursache eine neue Energiekomponente ist, ist ihre Energiedichte in Raum und Zeit konstant, oder hat sie sich im Laufe der Geschichte des Universums entwickelt? Das Roman-Teleskop wird drei unabhängige Techniken verwenden, um Messwerte zur Weiterentwicklung der Theorien zur dunklen Energie zu liefern: Beobachtung baryonischer akustischer Oszillationen, entfernter Supernovae und schwacher Gravitationslinsenereignisse.

- Vervollständigung einer Durchmusterung von Exoplaneten, um neue Fragen über das Potenzial für Leben im Universum zu beantworten: Wie häufig sind Sonnensysteme wie unser eigenes? Welche Arten von Planeten existieren in den kalten, äußeren Regionen von Planetensystemen? - Was bestimmt die Bewohnbarkeit von erdähnlichen Welten? Diese Zählung nutzt eine Technik, mit der Exoplaneten bis hinunter zu einigen Mondmassen gefunden werden können: das gravitative Mikrolensing. Der Zensus würde auch eine Stichprobe von Einzelgängerplaneten mit Massen wahrscheinlich bis hinunter zur Masse des Mars umfassen.[8]

- Bereitstellung eines Koronographen für die direkte Abbildung von Exoplaneten, der die ersten direkten Bilder und Spektren von Planeten um unsere Nachbarsterne liefern soll, die unseren eigenen Riesenplaneten ähneln.

## Geschichte

### Die ersten Designs
Das ursprüngliche Design des Teleskops, genannt WFIRST Design Reference Mission 1, wurde in den Jahren 2011–2012 entworfen und verfügte über ein unverbautes anastigmatisches Drei-Spiegel-Teleskop mit einem Durchmesser von 1,3 Metern. Es enthielt ein einziges Instrument, einen Imager/Spektrometer für den sichtbaren bis nahinfraroten Bereich mit einem spaltlosen Prisma.
Es wurden mehrere Ausführungen des Teleskops untersucht. Eines war Joint Dark Energy Mission-Omega-Konfiguration, eine Interim Design Reference Mission mit einem 1,3-m-Teleskop. Ein Design des Teleskops fügt dem ursprünglichen JDEM-Vorschlag einige zusätzliche Fähigkeiten hinzu, darunter die Suche nach extrasolaren Planeten mittels Mikrolinseneffekt.
Andere Entwürfe waren Design Reference Mission 1 mit einem 1,3-m-Teleskop, und Design Reference Mission 2 mit einem 1,1-m-Teleskop.

### Das zweite Design
Während der Konzeptionsphase ergab sich im Jahr 2012 eine unvorhergesehene Möglichkeit: Die NASA könnte ein nicht weiter benötigtes Teleskop des National Reconnaissance Office (NRO) der Harris Corporation für die Mission verwenden. Das NRO überließ dem Projekt zwei Teleskope, die ursprünglich für Aufklärungssatelliten vorgesehen waren, aber nicht mehr benötigt wurden. Die Teleskope waren zwischen den späten 1990er und frühen 2000er Jahren gebaut worden, angeblich für das erfolglose Future Imagery Architecture-Programm des NRO. Die Hauptspiegel haben einen Durchmesser von 2,4 Metern und damit die gleiche Größe wie der Hauptspiegel des Hubble-Weltraumteleskops, weisen aber trotz gleichen Materials, Ultra low expansion glass, mit 186 kg nur ein Viertel der Masse auf und besitzen eine kürzere Brennweite und damit ein größeres Sichtfeld. Sie sind damit etwa doppelt so groß wie das ursprünglich für Roman geplante Teleskop und sammeln die dreifache Lichtmenge.
Infolgedessen wurde die Mission in WFIRST-AFTA umbenannt, wobei AFTA für Astrophysics Focused Telescope Assets steht. Die Überlassung der NRO-Teleskope gab dem Projekt einen wichtigen Impuls, obwohl der Teleskopspiegel nur einen Bruchteil der Kosten der Mission ausmacht und das erforderliche Neudesign neue Kosten verursacht. Diese Mission ist nun der einzige aktuelle NASA-Plan für die Nutzung der NRO-Teleskopspiegel. Das Basisdesign des Roman-Teleskops beinhaltet einen Koronographen, um die direkte Abbildung von Exoplaneten zu ermöglichen.

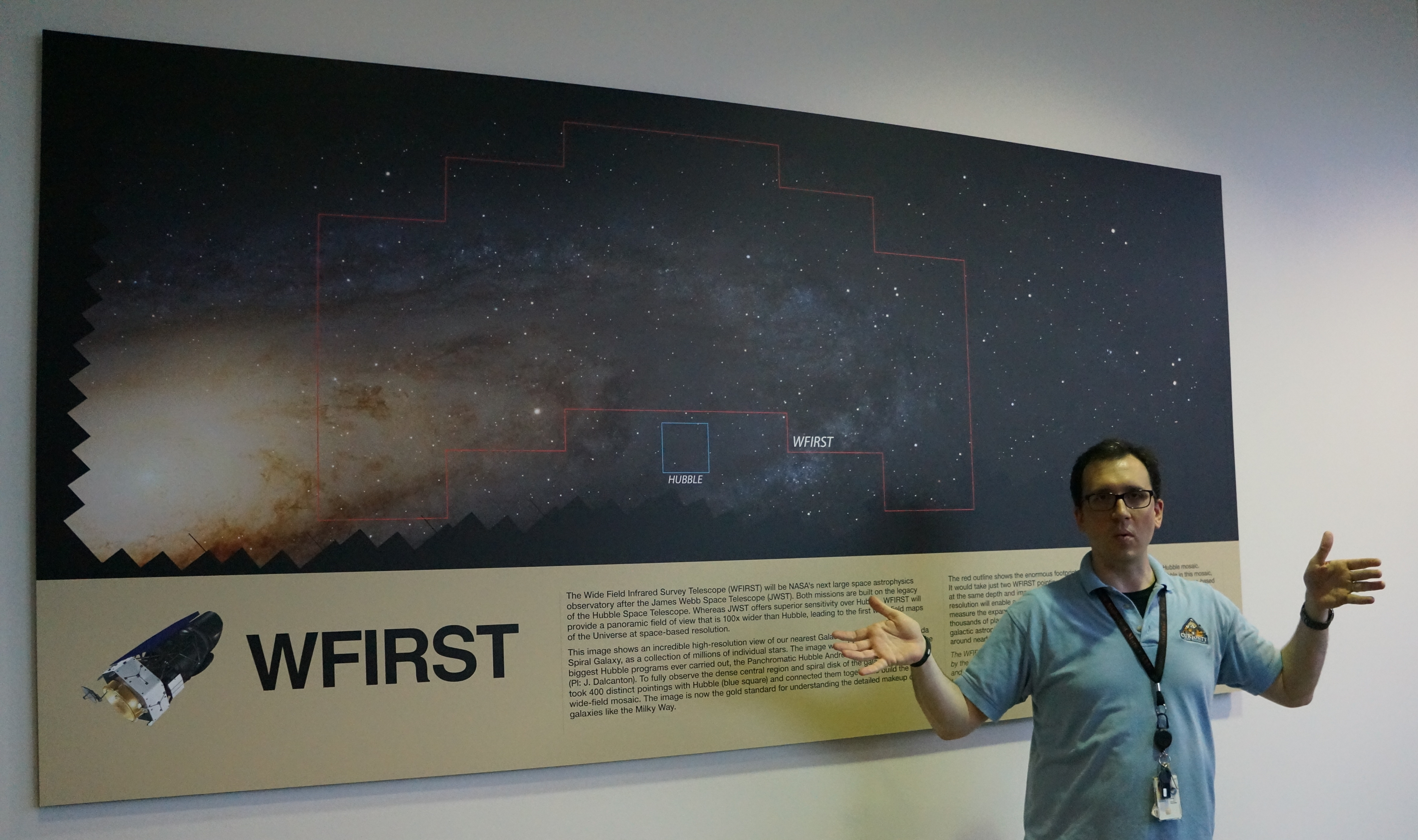
Shawn Domagal-Goldman hält einen Vortrag über WFIRST-Teleskop (2016)

### Vergabe und Bau der Komponenten
Im Mai 2018 vergab die NASA einen Auftrag über mehrere Jahre an Ball Aerospace zur Lieferung von Schlüsselkomponenten für das Wide Field Instrument. Im Juni 2018 vergab die NASA einen Auftrag an Teledyne Scientific and Imaging für die Lieferung der Sensoren für das Wide Field Instrument. Der Auftrag für die Montage des Teleskops ging 2018 an die Harris Corporation aus Rochester.
Am 2. März 2020 wurde der Bau des WFIRST-Teleskops freigegeben. Die Komponenten können nun gebaut und getestet werden.
Der Hauptspiegel war eine der ersten Hauptkomponenten, die fertiggestellt wurden. Der Spiegel wurde an der Oberfläche überarbeitet und neu mit Silber beschichtet. Die Tests bei verschiedenen Temperaturen wurden erfolgreich bis zum September 2020 abgeschlossen.
NASA gab am 19. Juli 2022 bekannt, dass für den Start eine Falcon Heavy gewählt wurde und gemäß den Vereinbarung der Start im Oktober 2026 stattfinden soll. Die Startkosten sollen ungefähr Millionen $US betragen.
Der Satellitenbus, der das Teleskop aufnimmt, war im September 2024 zum größten Teil fertig.
Im Oktober 2024 bestand deas Teleskop einen ‘spin test’. Im Dezember folgte dann die Integration der Spiegel und der Instrumente. Die restlichen Arbeiten und die abschließenden Tests sollen sich bis zum Herbst 2026 hinziehen.

### Einsatzort
Im Untersuchungsbericht von 2015 wurden für das Teleskop sowohl geosynchrone Umlaufbahnen als auch L2-Umlaufbahnen betrachtet. Anhang C des Berichts dokumentiert den Nachteil von L2 gegenüber der geosynchronen Umlaufbahn in Bezug auf die Datenrate und den Treibstoff. Dieser Orbit hat aber bessere Beobachtungsbedingungen, eine bessere thermische Stabilität und eine günstigere Strahlungsumgebung. Einige wissenschaftliche Anwendungen (wie z. B. Parallaxe von Exoplaneten-Microlensing-Ereignissen) lassen sich dafür am Lagrange-Punkt L2 besser durchführen. Als Einsatzort wurde am Ende L2 gewählt.

### Finanzierung
Im Fiskaljahr 2014 beschloss der Kongress 56 Millionen und 2015 weitere 50 Millionen US-Dollar für das WFIRST-Teleskop. Das Haushaltsgesetz für das Fiskaljahr 2016 enthielt 90 Millionen US-Dollar, weit mehr als die von der NASA beantragten 14 Millionen US-Dollar, mit dem Auftrag, die Mission im Februar 2016 in die erste Projektphase zu bringen.
Am 18. Februar 2016 gab die NASA bekannt, dass WFIRST formell von einer Studie zu einem Projekt geworden ist. Dies bedeutet, dass die Agentur beabsichtigt, die Mission durchzuführen. Geplant ist dabei der Start für das Teleskop Mitte der 2020er Jahre. Die Gesamtkosten für WFIRST-Teleskop wurden zu diesem Zeitpunkt mit mehr als 2 Milliarden US-Dollar veranschlagt; die Budgetschätzung der NASA für 2015 lag bei etwa 2,0 Milliarden US-Dollar in Dollar von 2010, was inflationsbereinigt 2,7 Milliarden US-Dollar entspricht.
Im April 2017 gab die NASA eine unabhängige Überprüfung des Projekts in Auftrag, um sicherzustellen, dass die Kosten und die Missionsziele verstanden sind und in angemessenem Verhältnis stehen und die Mission machbar ist. Der Bericht mit dem Namen WFIRST Independant External Technical/Management/Cost review (WIETR) wurde am 19. Oktober 2017 veröffentlicht. WIETR fand, dass der zusätzliche Koronograph ein Kostentreiber gegenüber dem ursprünglichen Design ist und weitere Kostenrisiken mit sich bringt, und dass an einigen Stellen im Design Entscheidungen getroffen wurden, die die Komplexität erhöhen und damit den ursprünglichen Kostenrahmen überschreiten. Der Bericht fand weiter, dass die Empfehlungen für das Projekt weitere Ziele und Erfordernisse hinzufügten und stellenweise nicht mit den Kostenprofilen und den Risikoeinschätzungen übereinstimmten. Insgesamt wurde ein Gesamtkostenrahmen von 3,6 Milliarden anstelle der projektierten 3,2 Milliarden gefunden. Der Bericht schlug einige Reduktionen am Wide-Field Instrument vor und schlug vor, den Koronographen als Technologiedemonstrator laufen zu lassen und auch an diesem Instrument verschiedene Funktionen und Erfordernisse zu streichen. An einigen Stellen sollten bereits im Handel erhältliche Komponenten eingebaut werden anstelle von Eigenentwicklungen.
Die NASA gab im Februar 2018 die Kürzungen bekannt, und dass das WFIRST-Projekt mit der Überprüfung des Missionsdesigns fortfahren und Phase B im April 2018 beginnen würde. Die NASA bestätigte, dass die am Projekt vorgenommenen Änderungen die geschätzten Kosten über den gesamten Projektlauf auf 3,2 Mrd. US-Dollar reduziert haben.
Am 12. Februar 2018 wollte die Regierung Trump im Haushaltsantrag für das Jahr 2019 die Entwicklung des WFIRST-Teleskops einstellen mit der Begründung auf gestiegene Kosten, dass das Gesamtbudget der NASA für Astrophysik gekürzt wurde und die Prioritäten an anderer Stelle liegen. Die Streichung des Projekts wurde von Astronomen kritisiert. Sie wiesen darauf hin, dass die amerikanische astronomische Gemeinschaft das WFIRST-Teleskop in der 2010 Decadal Survey als die Weltraummission mit der höchsten Priorität für die 2020er Jahre eingestuft hatte. Die American Astronomical Society äußerte sich „sehr besorgt“ über die vorgeschlagene Stornierung und merkte an, dass sich die geschätzten Kosten über den gesamten Lebenszyklus des WFIRST-Teleskops in den letzten zwei Jahren nicht verändert hatten.
Am 22. und 23. März 2018 bewilligte der Kongress die Mittel für die weitere Entwicklung des Teleskops bis mindestens zum 30. September 2018. Der Kongress begründete das damit, dass er „die Streichung von wissenschaftlichen Prioritäten, die vom Decadal Survey-Prozess der National Academy of Sciences empfohlen wurden, ablehnt“.
In einer Stellungnahme vor dem Kongress im Juli 2018 schlug der NASA-Chef Jim Bridenstine vor, die Entwicklung von Weltraumteleskopen zu verlangsamen, um eine Kostensteigerung beim James Webb Space Telescope zu berücksichtigen, was zu einer geringeren Finanzierung in den Jahren 2020–2021 führen würde.
Vom 22. Dezember 2018 bis 12. Januar 2019 herrschte eine Haushaltssperre. Die NASA wurde schließlich über eine FY2019 Bewilligungsvorlage am 15. Februar 2019 mit 312 Millionen US-Dollar für WFIRST-Teleskop finanziert, wobei der Budgetantrag des Präsidenten abgelehnt und der Wunsch nach Fertigstellung des WFIRST-Teleskops mit einem Planungsbudget von 3,2 Milliarden US-Dollar bekräftigt wurde.
Auch der Haushaltsantrag der Regierung Trump für das Fiskaljahr 2020 schlug die Einstellung von WFIRST-Teleskops aufgrund von hohen Kosten und höherer Priorität für JWST vor. In einer Zeugenaussage am 27. März 2019 erklärte Jim Bridenstine, dass die NASA das WFIRST-Teleskop nach dem James Webb-Weltraumteleskop fortsetzen würde: „WFIRST wird eine kritische Mission sein, wenn James Webb in der Umlaufbahn ist.“ In einer Präsentation am 26. März 2019 vor dem Committee on Astronomy and Astrophysics der National Academies erklärte der Direktor der Astrophysik-Abteilung der NASA, Paul Hertz, dass das WFIRST-Projekt „seine Kosten von 3,2 Milliarden US-Dollar vorerst beibehält... Wir brauchen 542 Millionen US$ im Finanzjahr 2020, um auf Kurs zu bleiben“. Zu diesem Zeitpunkt hieß es, dass das WFIRST-Projekt im Oktober 2019 die Überprüfung des vorläufigen Designs für die Gesamtmission abhalten würde, gefolgt von einer formellen Missionsbestätigung Anfang 2020. Die NASA gab am 1. November 2019 den Abschluss der Überprüfung bekannt, warnte aber, dass die Mission zwar weiterhin auf dem Weg zu einem Starttermin im Jahr 2025 sei, dass aber Defizite im Haushaltsvorschlag des Senats für das Finanzjahr 2020 für das WFIRST-Teleskop die Mission weiter zu verzögern drohten. Das Teleskop erhielt 511 Millionen US-Dollar für das Fiskaljahr 2020.
Im März 2020 veranschlagte die NASA die Entwicklungskosten für das Teleskop auf 3,2 Milliarden US-Dollar und die maximalen Gesamtkosten der Primärmission einschließlich fünfjährigem wissenschaftlichem Betrieb auf 3,9 Milliarden US-Dollar.
Unter der zweiten Regierung Trump verkündete am 25. April 2025 das Office of Management and Budget des Weißen Hauses die Absicht 20 % des NASA-Budgets insgesamt zu kürzen, insbesondere stark bei den Wissenschaftsmissionen im Umfang von insgesamt 3,9 Milliarden $US zu streichen, darunter auch das Roman Teleskop.

## Raumfahrzeug

### Versorgungseinheit
Der Bus basiert im Design auf dem Solar Dynamics Observatory (SDO), das ebenfalls von Goddard Space Flight Center gebaut wurde. Die Module der Versorgungseinheit basieren auf dem Design von MultiMission Modular Spacecraft, das für Servicemissionen mit dem Space Shuttle entwickelt wurde und bei Solar Maximum Mission eingesetzt wurde. Die Module haben eine Andockmöglichkeit für einen Greifer und sind so beschaffen, dass sie von einer Robotermission ausgetauscht werden können. Ein ersatzweise eingebautes Modul rastet an Steckverbindern ein.

### Energieversorgung
Die Stromversorgung geschieht durch Solarpaneele, die zugleich als Sonnenschutz dienen. Die Paneele können gegen Ende der Mission immer noch 3,2 kW liefern, selbst wenn zwei Stränge ausgefallen sind. Dabei liefern sie beim ungünstigsten Ausrichtungswinkel noch 30 % der Leistung. Die Rückseite der Paneele ist isoliert, so dass keine Wärme auf das Teleskop abgestrahlt wird. Zwischen den Zellen sind Sonnenreflektoren, die das Paneel kühlen.

### Kommunikation
Die Kommunikation nur für Telemetrie und Steuerbefehle läuft ununterbrochen im S-Band durch zwei Rundstrahlantennen. Für die immense Datenmenge der wissenschaftlichen Instrumente gibt es zwei Ka-Band-Sender mit jeweils einer eigenen beweglichen 75-cm-Antenne, die während der wissenschaftlichen Beobachtungen Daten senden können. Für die Steuerung kommt ein MIL-STD-1553B-Bus zum Einsatz, zusammen mit SpaceWire, um die nötige Übertragungsgeschwindigkeit erreichen zu können. Da eine Zwischenspeicherung aufgrund der Datenmenge kaum sinnvoll ist, wurde auf ein Speichermodul verzichtet, und die anfallenden Daten werden permanent übertragen. Es muss also über die gesamte Missionszeit eine Antenne auf das Raumfahrzeug gerichtet werden.
Im S-Band Uplink (2 GHz) werden die Bodenstationen Befehle mit einer Geschwindigkeit von bis zu 32 kilobit pro Sekunde übertragen, im Downlink werden bis zu 680 kilobits pro Sekunde im S-Band erreicht. Die Wissenschaftsdaten werden mit einer Geschwindikeit von bis zu 500 Megabit im Ka-Band (26 GHz)  gesendet. Es werden jeden Tag mehrere Bodenstation mit Kontaktdauer von vielen Stunden benötigt. Täglich werden wissenschaftliche Daten im Umfang von 1,4 Terabyte übertragen. Das Teleskop wird neben einer Antenne der NASA in White Sands, NM auch die Antennen der JAXA in Misasa (Japan) und der ESA in New Norcia (Australien) nutzen.

### Nutzlast
Das Teleskop basiert jetzt auf dem vorhandenen Hauptspiegel mit 2,4 m Durchmesser und einem Sekundärspiegel mit 0,54 m Durchmesser und zwei wissenschaftlichen Instrumenten. Der Hauptspiegel ist mit Silber beschichtet.
- Das Wide-Field Instrument (WFI) ist eine 300,8-Megapixel-Kamera bestehend aus 18 Sensoren vom Typ H4RG-10, die von Teledyne geliefert werden. Mit einem Breitband- und sechs Schmalbandfiltern kann sie Multibandaufnahmen im sichtbaren bis nahen Infrarot (Wellenlängenbereich von 0,48 bis 2,3 Mikrometer) liefern. Die Sensoren auf Basis von Quecksilber-Cadmium-Tellurid mit jeweils 4088 × 4088 Pixel können insgesamt ein 0,28 Quadratgrad großes Feld bei einem Pixelmaßstab von 110 Millibogensekunden erfassen. Dies entspricht in etwa der Auflösung des Hubble-Weltraumteleskops bei einem 100-mal größeren Sichtfeld als das HST/WFC3/IR Instrument.[57] Um das große Sichtfeld zu realisieren, werden Haupt- und Sekundärspiegel durch einen dritten Spiegel zu einem Drei-Spiegel-Anastigmat ergänzt.[56] Dazu kommen Gitter- und Prismenbaugruppen für spaltlose Weitfeld-Spektroskopie.
- Das zweite Instrument ist ein Hochkontrast-Koronograph, der kürzere Wellenlängen (0,5 bis 0,8 Mikrometer) abdeckt und eine Technologie mit zwei adaptiven Spiegeln zur Unterdrückung von Sternenlicht verwendet. Es soll eine Unterdrückung des Sternenlichts auf ein Milliardstel erreichen, und Entdeckung und Spektroskopie von Planeten ermöglichen bis zu einer Nähe von 0,15 Bogensekunden vom Zentralstern.

## Beteiligte Institutionen
Das Büro des Roman-Projekts befindet sich im Goddard Space Flight Center der NASA in Greenbelt, Maryland, und trägt die Verantwortung für das gesamte Projektmanagement. Das GSFC leitet die Entwicklung des Wide-Field Instruments, der Raumsonde und des Teleskops. Der Koronograph wird am Jet Propulsion Laboratory der NASA in Pasadena, Kalifornien, entwickelt. Die Unterstützung für Roman teilen sich das Space Telescope Science Institute (Baltimore, Maryland) als wissenschaftliches Missionszentrum, das Infrared Processing and Analysis Center in Pasadena, Kalifornien, und das GSFC.
Zeitweise waren CNES, DLR, ESA und JAXA mit der NASA im Gespräch, um die Trägerrakete, verschiedene Komponenten, Antennenzeit, sowie technische und wissenschaftliche Unterstützung für Roman bereitzustellen. Das Max-Planck-Institut für Astronomie wurde in Erwägung gezogen für die Filterräder innerhalb des Koronographen. JAXA bot ein Polarisationsmodul für den Koronographen, Antennenzeit für die Datenübertragung und Beobachtungszeit am Subaru-Teleskop für gleichzeitige Beobachtungen an. Am Ende blieb jedoch Roman eine Mission, die zu 100 % von der NASA verantwortet und finanziert wird.
Die Zusammenarbeit mit JAXA und ESA zur Nutzung der Bodenstationen beruht auf einem Tausch an Downlinkzeiten mit anderen Missionen der Partnerorganisationen und nicht auf einer Beteiligung am Teleskop.